# Grünes Gewölbe

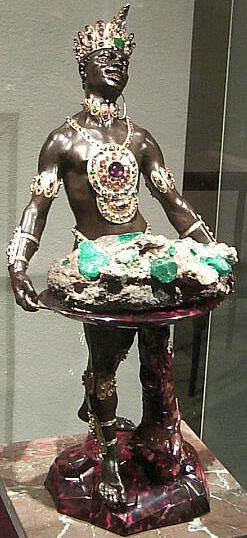
Negro con bandeja de esmeralda (aprox. 1724).

La Bóveda Verde (en alemán das Grüne Gewölbe) es un museo de la ciudad alemana de Dresde. En él se exhibe el tesoro de los príncipes de la dinastía Wettin, que contiene obras de arte desde el Renacimiento hasta el Clasicismo. 

## Historia
Se trata de la mayor colección de joyas de Europa y se encuentra desde 2004 en el Palacio de Dresde (Dresdner Residenzschloss). Su nombre procede de las salas abovedadas situadas en el ala oeste de dicho palacio, donde se hallaba originalmente el tesoro. Consta de nueve salas, cada una dedicada a un tema distinto. Durante la Segunda Guerra Mundial, tres de las nueve salas resultaron dañadas por las bombas, pero las riquezas habían sido puestas a salvo previamente. El ejército de la URSS se incautó en 1945 del tesoro, que no volvería a suelo alemán hasta 1958.
En la actualidad, las joyas están divididas entre dos colecciones: el Historisches Grünes Gewölbe (histórico) y el Neues Grünes Gewölbe (nuevo). Tanto uno como el otro están situados en el Palacio. La «Bóveda Verde» está gestionada por la institución Staatliche Kunstsammlungen Dresden, dependiente del estado de Sajonia, también responsable de otras colecciones, como la Gemäldegalerie Alte Meister.